# 煙管菌
煙管菌，屬彩孔菌科一種，是木棲腐生的中小型菇類。